# Old Town (Maine)
Pour les articles homonymes, voir Old Town.
Old Town est une ville des États-Unis située dans le comté de Penobscot (État du Maine) sur le fleuve du même nom. Fondée en 1774, elle compte 7 840 habitants au recensement de 2010. C'est dans cette vile que se trouve la maison de l'entomologiste américaine Edith Marion Patch.